# أمبراليسيب (دواء)
أمبراليسيب, الذي يباع تحت الاسم التجاري Ukoniq، هو دواء مضاد للسرطان لعلاج سرطان الغدد الليمفاوية الهامشية (MZL) وسرطان الغدد الليمفاوية الجريبي (FL). يؤخذ عن طريق الفم.
أمبراليسيب هو مثبط كيناز بما في ذلك PI3K-دلتا والكازين كيناز CK1-إبسيلون
تشمل الآثار الجانبية الأكثر شيوعا زيادة الكرياتينين، والتهاب القولون والإسهال، والتعب، والغثيان، وقلة العدلات، وارتفاع الترانساميناز، وآلام العضلات والعظام، وفقر الدم، ونقص الصفيحات، وعدوى الجهاز التنفسي العلوي، والقيء، وآلام البطن، وانخفاض الشهية، والطفح الجلدي
تم منح أمبراليسيب الموافقة المعجلة للاستخدام الطبي في الولايات المتحدة في فبراير 2021. ومع ذلك، بسبب المخاوف من زيادة الآثار الجانبية على المدى الطويل مما يؤدي إلى أدنى البقاء على قيد الحياة بشكل عام مما أدى إلى زيادة التدقيق إدارة الاغذية والعقاقير في شكل مراجعة أوداك, تم سحبها من السوق الأمريكية.

## الاستخدامات الطبية
في أبريل 2022، أعلنت تي جي ثيرابيوتيكش الانسحاب الطوعي لأوكونيك (أمبراليسيب) من البيع لاستخدامه المعتمد في علاج سرطان الغدد الليمفاوية في المنطقة الهامشية وسرطان الغدد الليمفاوية الجريبي. علاوة على ذلك، سحبت الشركة طلب ترخيص البيولوجيا المعلق (BLA) وتطبيق الدواء الجديد التكميلي (sNDA) لعلاج سرطان الدم الليمفاوي المزمن (CLL) وسرطان الدم الليمفاوي الصغير (SLL) الذي استخدم umbralisib جنبا إلى جنب مع ublituximab، المعروف باسم نظام "U2". واستند القرار على البقاء على قيد الحياة بشكل عام (OS) البيانات من المرحلة الثالثة المحاكمة، الوحدة-كل، التي توضح وزيادة الخلل في OS.
يشار إلى أمبراليسيب للبالغين المصابين بسرطان الغدد الليمفاوية الهامشية الانتكاسية أو المقاومة (MZL) الذين تلقوا نظاما واحدا على الأقل سابقا مضادا ل CD20؛ والبالغين المصابين بسرطان الغدد الليمفاوية الجريبي الانتكاسي أو المقاوم (FL) الذين تلقوا ثلاثة خطوط سابقة على الأقل من العلاج الجهازي

## الآثار الضارة
توفر معلومات الوصفات تحذيرات واحتياطات لردود الفعل السلبية بما في ذلك الالتهابات وقلة العدلات والإسهال والتهاب القولون غير المعدي والسمية الكبدية والتفاعلات الجلدية الشديدة.

## التاريخ
وقد خضع لدراسات سريرية ل سرطان الدم الليمفاوي المزمن (كل). بيانات ثلاث سنوات (بما في ذلك سرطان الغدد الليمفاوية الجريبي ودي إل بي سي) أعلن يونيو 2016. هو في تجارب الجمع لمختلف اللوكيميا والأورام اللمفاوية، مثل سرطان الغدد الليمفاوية خلية عباءة (م م) والأورام اللمفاوية الأخرى.
تم منح أمبراليسيب تسمية العلاج الخارق من قبل إدارة الغذاء والدواء الأمريكية (FDA) للاستخدام في الأشخاص المصابين بسرطان الغدد الليمفاوية الهامشية (MZL)، وهو نوع من السرطان بدون علاجات معتمدة على وجه التحديد.
واستندت موافقة إدارة الاغذية والعقاقير على اثنين من الفوج ذراع واحدة من تسمية مفتوحة، متعددة مركز، محاكمة متعددة الفوج، أوتكس-تغر-205 (نكت 02793583) ، في 69 مشاركا مع سرطان الغدد الليمفاوية المنطقة الهامشية (مزل) الذين تلقوا العلاج السابق واحد على الأقل، بما في ذلك مكافحة سد 20 تحتوي على نظام، وفي 117 مشاركا مع سرطان الغدد الليمفاوية الجريبي (فلوريدا) بعد اثنين على الأقل من العلاجات النظامية السابقة. تم منح طلب أمبراليسيب استعراض الأولوية ل منطقة هامشية سرطان الغدد الليمفاوية (مزل) إشارة و المخدرات اليتيمة تعيين لعلاج مزل وسرطان الغدد الليمفاوية الجريبي (فلوريدا).

## المجتمع والثقافة

### الوضع القانوني
في يونيو 2022، بسبب مخاوف تتعلق بالسلامة، سحبت إدارة الغذاء والدواء الأمريكية موافقتها على أوكونيك (أمبراليسيب).
تظهر النتائج المحدثة من التجربة السريرية للوحدة-كل احتمال زيادة خطر الوفاة في الأشخاص الذين يتلقون أوكونيك. ونتيجة لذلك، حددت إدارة الاغذية والعقاقير مخاطر العلاج مع أوكونيك تفوق فوائدها. وبناء على هذا القرار، أعلنت الشركة المصنعة للدوا، تي جي ثيرابيوتيكش، أنها ستسحب طوعا أوكونيك من السوق للاستخدامات المعتمدة في مزل و فل.